# St. Otto (Schmalnohe)

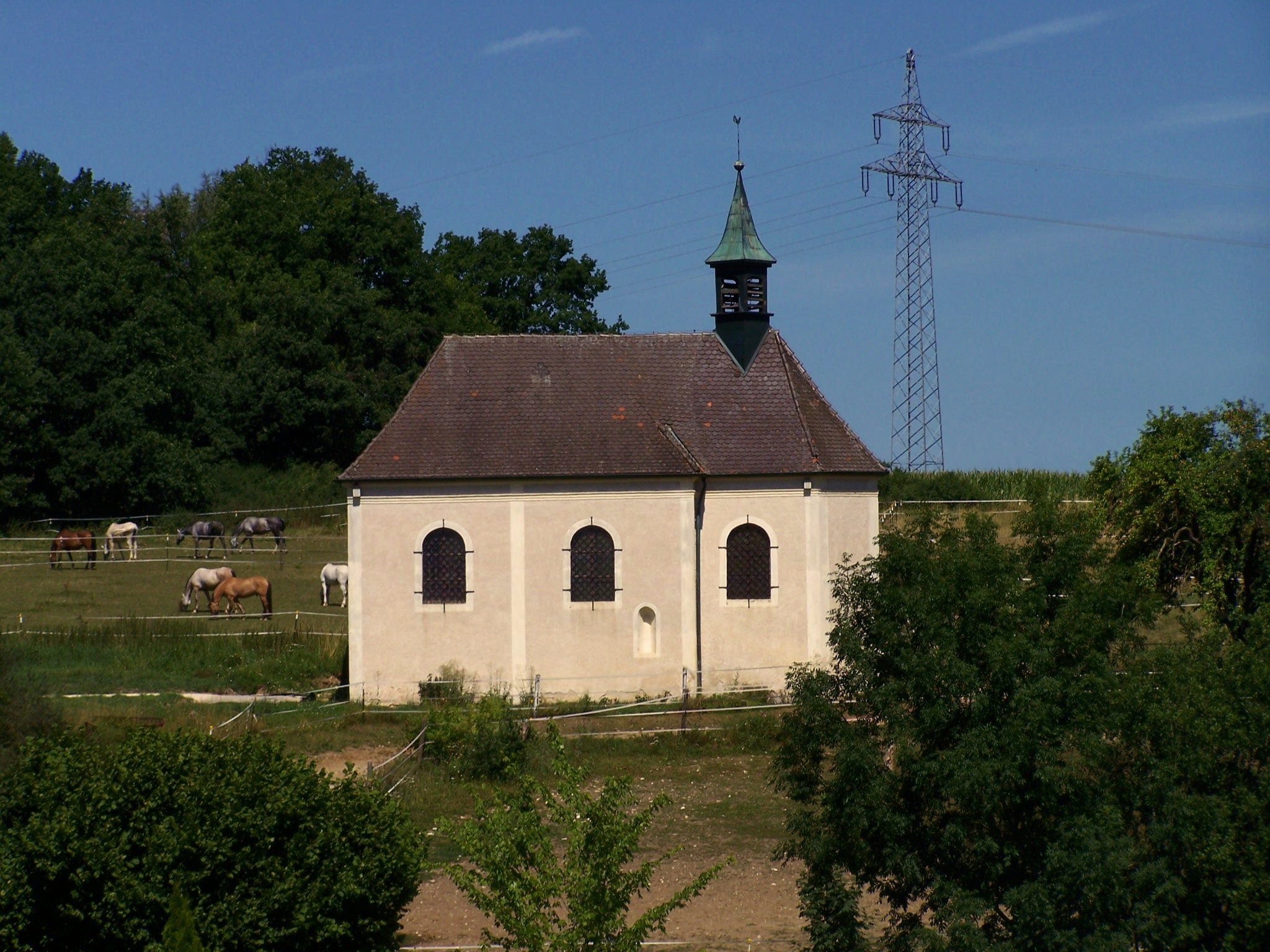
St. Otto (Schmalnohe)

Die römisch-katholische, denkmalgeschützte Filialkirche St. Otto, die zur Pfarrei von Schlicht gehört, steht in Schmalnohe, einem Gemeindeteil der Gemeinde Edelsfeld im Landkreis Amberg-Sulzbach in der Oberpfalz. Die Kirche gehört zum Dekanat Habsberg des Bistums Eichstätt. Das Bauwerk ist unter der Denkmalnummer D-3-71-119-11 als Baudenkmal in die Bayerische Denkmalliste eingetragen.

## Beschreibung
Die 1279 erwähnte Saalkirche wurde 1721 umgestaltet. Sie besteht aus einem Langhaus und einem eingezogenen, dreiseitig geschlossenen Chor im Osten, aus dessen Dach sich quer ein quadratischer, offener Dachreiter erhebt, in dessen Glockenstuhl seit 1865 eine Kirchenglocke hängt und der mit einem spitzen Helm bedeckt ist.
Der Innenraum des Langhauses aus zwei Jochen ist mit einer Flachdecke überspannt, die von Vouten gerahmt wird. Zur Kirchenausstattung gehört ein 1721 von Johann Michael Doser gebauter, mit Akanthus verzierter Altar mit seitlichen Statuen des heiligen Heinrich und der heiligen Kunigunde, der den 1656 gebauten Altar ersetzte.